# Temporada da GP2 Series de 2015
A temporada 2015 da GP2 Series foi a décima primeira temporada da série GP2 e a quarta após a fusão com a GP2 Asia Series. Teve como campeão o belga Stoffel Vandoorne, da equipe ART Grand Prix.

## Equipes e pilotos
- Nesta temporada competiram 26 carros por rodada, num total de 13 equipes.

| Equipe                                               | Número             | Pilotos              | Rodadas   |
| ---------------------------------------------------- | ------------------ | -------------------- | --------- |
| DAMS                                                 | 1                  | Pierre Gasly         | Todas     |
| DAMS                                                 | 2                  | Alex Lynn            | Todas     |
| Carlin                                               | 3                  | Julián Leal          | 1–8       |
| Carlin                                               | 3                  | Dean Stoneman        | 9–11      |
| Carlin                                               | 4                  | Marco Sørensen       | 1–4       |
| Carlin                                               | 4                  | Johnny Cecotto, Jr.  | 5         |
| Carlin                                               | 4                  | Sean Gelael          | 6–7, 9–11 |
| Carlin                                               | 4                  | Jann Mardenborough   | 8         |
| ART Grand Prix                                       | 5                  | Stoffel Vandoorne    | Todas     |
| ART Grand Prix                                       | 6                  | Nobuharu Matsushita  | Todas     |
| Racing Engineering                                   | 7                  | Jordan King          | Todas     |
| Racing Engineering                                   | 8                  | Alexander Rossi      | Todas     |
| Russian Time                                         | 9                  | Mitch Evans          | Todas     |
| Russian Time                                         | 10                 | Artem Markelov       | Todas     |
| Trident                                              | 11                 | Raffaele Marciello   | Todas     |
| Trident                                              | 12                 | René Binder          | 1–6       |
| Trident                                              | 12                 | Gustav Malja         | 7         |
| Trident                                              | 12                 | Johnny Cecotto, Jr.  | 8–9       |
| Trident                                              | 12                 | Daniël de Jong       | 10–11     |
| Campos Racing                                        | 14                 | Arthur Pic           | Todas     |
| Campos Racing                                        | 15                 | Rio Haryanto         | Todas     |
| MP Motorsport                                        | 16                 | Sergio Canamasas     | 1–3       |
| MP Motorsport                                        | 16                 | Oliver Rowland       | 5, 7      |
| MP Motorsport                                        | 16                 | Nicholas Latifi      | 6, 9–11   |
| MP Motorsport                                        | 16                 | Meindert van Buuren  | 8         |
| MP Motorsport                                        | 17                 | Daniël de Jong       | 1–7       |
| MP Motorsport                                        | 17                 | René Binder          | 8–11      |
| Rapax                                                | 18                 | Sergey Sirotkin      | Todas     |
| Rapax                                                | 19                 | Robert Vișoiu        | 1–9       |
| Rapax                                                | 19                 | Gustav Malja         | 10–11     |
| Arden International                                  | 20                 | André Negrão         | Todas     |
| Arden International                                  | 21                 | Norman Nato          | Todas     |
| Status Grand Prix                                    | 22                 | Marlon Stöckinger    | Todas     |
| Status Grand Prix                                    | 23                 | Richie Stanaway      | 1–9       |
| Status Grand Prix                                    | 23                 | Oliver Rowland       | 10–11     |
| Hilmer Motorsport1                                   | 24                 | Nick Yelloly2        | 2–7       |
| Hilmer Motorsport1                                   | 24                 | Simon Trummer        | 8         |
| Hilmer Motorsport1                                   | 25                 | Simon Trummer        | 4         |
| Hilmer Motorsport1                                   | 25                 | Johnny Cecotto, Jr.3 | 2–3       |
| Hilmer Motorsport1                                   | 25                 | Jon Lancaster        | 5         |
| Hilmer Motorsport1                                   | 25                 | Sergio Canamasas     | 6         |
| \| \| Lazarus[44] \| \| Daiko Team Lazarus[45] \| \| | 26                 | Nathanaël Berthon    | 1–7, 9–11 |
| \| \| Lazarus[44] \| \| Daiko Team Lazarus[45] \| \| | 26                 | Patric Niederhauser  | 8         |
| \| \| Lazarus[44] \| \| Daiko Team Lazarus[45] \| \| | 27                 | Zoël Amberg          | 1–4, 6    |
| \| \| Lazarus[44] \| \| Daiko Team Lazarus[45] \| \| | 27                 | Sergio Canamasas     | 5, 7–11   |
| Itália                                               | Lazarus            |                      |           |
| Itália                                               | Daiko Team Lazarus |                      |           |

↑1 Alegando problemas financeiros, a Hilmer Motorsport, que acertara a contratação de Nigel Melker e Nick Yelloly, decidiu não participar da rodada dupla em Sakhir.
↑2 Nick Yelloly, que havia sido contratado para o segundo carro da Hilmer, foi promovido ao carro #24.
↑3 Johnny Cecotto, Jr. foi contratado para o lugar de Nigel Melker, que chegou a ser contratado pela Hilmer, mas com a ausência da equipe em Sakhir, o holandês perdeu sua vaga.

### Mudanças

#### Trocas de equipe
- Pierre Gasly: Caterham Racing → DAMS[2]
- Raffaele Marciello: Racing Engineering → Trident Racing[17]
- Marco Sørensen: MP Motorsport → Carlin Motorsport[5]
- René Binder: Arden International → Trident Racing[18]
- Rio Haryanto: Caterham Racing → Campos Racing[24]
- Alexander Rossi: Caterham Racing/Campos Racing → Racing Engineering[13]
- Sergio Canamasas: Trident Racing → MP Motorsport[26]
- Johnny Cecotto, Jr.: Trident Racing → Hilmer Motorsport

#### Estreias
- Alex Lynn: GP3 Series → DAMS[2]
- Norman Nato: World Series by Renault → Arden International[36]
- Nobuharu Matsushita: Fórmula 3 Japonesa → ART Grand Prix[10]
- Jordan King: Campeonato Europeu de Fórmula 3 → Racing Engineering[50]
- Sergey Sirotkin: World Series by Renault → Rapax Team[30]
- Marlon Stöckinger: World Series by Renault → Status Grand Prix (correu pela mesma equipe na GP3)[38]
- Robert Vișoiu: GP3 Series → Rapax Team[32]
- Zoël Amberg: World Series by Renault → Team Lazarus[48]
- Richie Stanaway: GP3 Series → Status Grand Prix[39]
- Nick Yelloly: GP3 Series → Hilmer Motorsport
- Zoël Amberg: Fórmula Renault 3.5 Series → Team Lazarus

#### Saídas
- Jolyon Palmer: DAMS → Lotus F1 Team (piloto reserva)
- Felipe Nasr: Carlin Motorsport → Sauber (piloto titular)
- Tom Dillmann: Carlin Motorsport → World Series by Renault (correrá pela mesma equipe)[51]
- Tio Ellinas: Rapax Team/MP Motorsport → World Series by Renault (correrá pela Strakka Racing)[52]
- Facu Regalia: Hilmer Motorsport → World Series by Renault (correrá pela Zeta Corse)[53]
- Takuya Izawa: ART Grand Prix → Super Formula e Super GT[10]
- Stefano Coletti: Racing Engineering → IndyCar Series (correrá pela KV Racing Technology[54]
- Adrian Quaife-Hobbs: Rapax Team → Blancpain Endurance Series[55]

#### Entradas de equipes
- Status Grand Prix: comprou o espólio da Caterham Racing

## Corridas
O calendário da temporada 2015 da GP2 foi divulgado em 5 de dezembro de 2014.
| Round | Round   | Circuito/Localização                      | País                   | Dia da corrida | Prova            |
| ----- | ------- | ----------------------------------------- | ---------------------- | -------------- | ---------------- |
| 1     | Feature | Circuito Internacional do Barém, Sakhir   | Barém                  | 18 de abril    | GP do Barém      |
| 1     | Sprint  | Circuito Internacional do Barém, Sakhir   | Barém                  | 19 de abril    | GP do Barém      |
| 2     | Feature | Circuito de Barcelona-Catalunha, Montmeló | Espanha                | 9 de maio      | GP da Espanha    |
| 2     | Sprint  | Circuito de Barcelona-Catalunha, Montmeló | Espanha                | 10 de maio     | GP da Espanha    |
| 3     | Feature | Circuito de Mônaco, Monte Carlo           | Mônaco                 | 22 de maio     | GP de Mônaco     |
| 3     | Sprint  | Circuito de Mônaco, Monte Carlo           | Mônaco                 | 23 de maio     | GP de Mônaco     |
| 4     | Feature | Red Bull Ring, Spielberg                  | Áustria                | 20 de junho    | GP da Áustria    |
| 4     | Sprint  | Red Bull Ring, Spielberg                  | Áustria                | 21 de junho    | GP da Áustria    |
| 5     | Feature | Circuito de Silverstone, Silverstone      | Reino Unido            | 4 de julho     | GP da Inglaterra |
| 5     | Sprint  | Circuito de Silverstone, Silverstone      | Reino Unido            | 5 de julho     | GP da Inglaterra |
| 6     | Feature | Hungaroring, Budapeste                    | Hungria                | 25 de julho    | GP da Hungria    |
| 6     | Sprint  | Hungaroring, Budapeste                    | Hungria                | 26 de julho    | GP da Hungria    |
| 7     | Feature | Circuito de Spa-Francorchamps, Stavelot   | Bélgica                | 22 de agosto   | GP da Bélgica    |
| 7     | Sprint  | Circuito de Spa-Francorchamps, Stavelot   | Bélgica                | 23 de agosto   | GP da Bélgica    |
| 8     | Feature | Autódromo Nacional de Monza, Monza        | Itália                 | 5 de setembro  | GP da Itália     |
| 8     | Sprint  | Autódromo Nacional de Monza, Monza        | Itália                 | 6 de setembro  | GP da Itália     |
| 9     | Feature | Autódromo de Sóchi, Sóchi                 | Rússia                 | 10 de outubro  | GP da Rússia     |
| 9     | Sprint  | Autódromo de Sóchi, Sóchi                 | Rússia                 | 11 de outubro  | GP da Rússia     |
| 10    | Feature | Circuito Internacional do Barém, Sakhir   | Barém                  | 20 de novembro | 6 Horas do Barém |
| 10    | Sprint  | Circuito Internacional do Barém, Sakhir   | Barém                  | 21de novembro  | 6 Horas do Barém |
| 11    | Feature | Circuito de Yas Marina, Abu Dhabi         | Emirados Árabes Unidos | 28 de novembro | GP de Abu Dhabi  |
| 11    | Sprint  | Circuito de Yas Marina, Abu Dhabi         | Emirados Árabes Unidos | 29 de novembro | GP de Abu Dhabi  |

## Resultados
| Rodada | Rodada | Circuito                        | Pole-position                                                          | Volta mais rápida                                                      | Vencedor                                                               | Equipe                                                                 | Detalhes |
| ------ | ------ | ------------------------------- | ---------------------------------------------------------------------- | ---------------------------------------------------------------------- | ---------------------------------------------------------------------- | ---------------------------------------------------------------------- | -------- |
| 1      | F      | Circuito Internacional do Barém | Stoffel Vandoorne                                                      | Stoffel Vandoorne                                                      | Stoffel Vandoorne                                                      | ART Grand Prix                                                         | Detalhes |
| 1      | S      | Circuito Internacional do Barém |                                                                        | Nobuharu Matsushita                                                    | Rio Haryanto                                                           | Campos Racing                                                          | Detalhes |
| 2      | F      | Circuito de Barcelona-Catalunha | Stoffel Vandoorne                                                      | Mitch Evans                                                            | Stoffel Vandoorne                                                      | ART Grand Prix                                                         | Detalhes |
| 2      | S      | Circuito de Barcelona-Catalunha |                                                                        | Stoffel Vandoorne                                                      | Alex Lynn                                                              | DAMS                                                                   | Detalhes |
| 3      | F      | Circuito de Mônaco              | Alexander Rossi                                                        | Nick Yelloly                                                           | Stoffel Vandoorne                                                      | ART Grand Prix                                                         | Detalhes |
| 3      | S      | Circuito de Mônaco              |                                                                        | Stoffel Vandoorne                                                      | Richie Stanaway                                                        | Status Grand Prix                                                      | Detalhes |
| 4      | F      | Red Bull Ring                   | Stoffel Vandoorne                                                      | Alex Lynn                                                              | Stoffel Vandoorne                                                      | ART Grand Prix                                                         | Detalhes |
| 4      | S      | Red Bull Ring                   |                                                                        | Jordan King                                                            | Rio Haryanto                                                           | Campos Racing                                                          | Detalhes |
| 5      | F      | Circuito de Silverstone         | Sergey Sirotkin                                                        | Sergey Sirotkin                                                        | Sergey Sirotkin                                                        | Rapax                                                                  | Detalhes |
| 5      | S      | Circuito de Silverstone         |                                                                        | Rio Haryanto                                                           | Rio Haryanto                                                           | Campos Racing                                                          | Detalhes |
| 6      | F      | Hungaroring                     | Alex Lynn                                                              | Robert Vișoiu                                                          | Alex Lynn                                                              | DAMS                                                                   | Detalhes |
| 6      | S      | Hungaroring                     |                                                                        | Stoffel Vandoorne                                                      | Nobuharu Matsushita                                                    | ART Grand Prix                                                         | Detalhes |
| 7      | F      | Circuito de Spa-Francorchamps   | Stoffel Vandoorne                                                      | Mitch Evans                                                            | Stoffel Vandoorne                                                      | ART Grand Prix                                                         | Detalhes |
| 7      | S      | Circuito de Spa-Francorchamps   |                                                                        | Stoffel Vandoorne                                                      | Alexander Rossi                                                        | Racing Engineering                                                     | Detalhes |
| 8      | F      | Autódromo Nacional de Monza     | Pierre Gasly                                                           | Norman Nato                                                            | Alexander Rossi                                                        | Racing Engineering                                                     | Detalhes |
| 8      | S      | Autódromo Nacional de Monza     |                                                                        | Mitch Evans                                                            | Mitch Evans                                                            | Russian Time                                                           | Detalhes |
| 9      | F      | Autódromo de Sóchi              | Alex Lynn                                                              | Stoffel Vandoorne                                                      | Alexander Rossi                                                        | Racing Engineering                                                     | Detalhes |
| 9      | S      | Autódromo de Sóchi              |                                                                        | Pierre Gasly                                                           | Richie Stanaway                                                        | Status Grand Prix                                                      | Detalhes |
| 10     | F      | Circuito Internacional do Barém | Pierre Gasly                                                           | Stoffel Vandoorne                                                      | Stoffel Vandoorne                                                      | ART Grand Prix                                                         | Detalhes |
| 10     | S      | Circuito Internacional do Barém |                                                                        | Alex Lynn                                                              | Mitch Evans                                                            | Russian Time                                                           | Detalhes |
| 11     | F      | Circuito de Yas Marina          | Pierre Gasly                                                           | Stoffel Vandoorne                                                      | Stoffel Vandoorne                                                      | ART Grand Prix                                                         | Detalhes |
| 11     | S      | Circuito de Yas Marina          | Um acidente no início da corrida curta forçou o encerramento da prova. | Um acidente no início da corrida curta forçou o encerramento da prova. | Um acidente no início da corrida curta forçou o encerramento da prova. | Um acidente no início da corrida curta forçou o encerramento da prova. | Detalhes |

## Classificação

### Campeonato de Pilotos
Devido a um acidente na largada da corrida 1 em Sóchi, a etapa foi realizada com apenas 15 volas em vez de 28. Com isso, apenas metade dos pontos foi atribuída.
| Pos. | Piloto              | BAR | BAR | CAT | CAT | MON | MON | RBR | RBR | SIL | SIL | HUN | HUN | SPA | SPA | MNZ | MNZ | SOC | SOC | BAR2 | BAR2 | YAS | YAS | Pontos |
| ---- | ------------------- | --- | --- | --- | --- | --- | --- | --- | --- | --- | --- | --- | --- | --- | --- | --- | --- | --- | --- | ---- | ---- | --- | --- | ------ |
| 1    | Stoffel Vandoorne   | 1   | 2   | 1   | 2   | 1   | 8   | 1   | 2   | 3   | 9   | 5   | 2   | 1   | 4   | 2   | 3   | 3   | 4   | 1    | 2    | 1   | C   | 341.5  |
| 2    | Alexander Rossi     | 3   | 4   | 3   | 4   | 2   | 7   | 6   | 8   | 2   | 4   | 12  | 19  | 6   | 1   | 1   | Ret | 1   | 6   | 18   | 9    | 4   | C   | 181.5  |
| 3    | Sergey Sirotkin     | 12  | 14  | 16  | 10  | 5   | 3   | 2   | 4   | 1   | 8   | 3   | 3   | 9   | 6   | Ret | 5   | 4   | 21  | 5    | 4    | 13  | C   | 139    |
| 4    | Rio Haryanto        | 2   | 1   | 4   | 6   | 16  | Ret | 7   | 1   | 8   | 1   | 4   | 5   | 13  | 10  | 13  | 11  | 5   | 2   | 7    | 18   | 7   | C   | 138    |
| 5    | Mitch Evans         | 6   | 17  | 2   | DNS | Ret | DNS | 10  | 5   | Ret | 20  | 17  | 22  | 5   | 3   | 3   | 1   | 11  | 8   | 3    | 1    | 3   | C   | 135    |
| 6    | Alex Lynn           | 19  | 15  | 5   | 1   | 13  | 11  | 3   | 20  | 5   | 6   | 1   | 9   | 11  | 8   | Ret | 10  | Ret | 10  | 8    | 3    | 8   | C   | 110    |
| 7    | Raffaele Marciello  | Ret | 20  | 6   | 17  | 8   | 2   | 15  | 10  | 6   | 2   | 7   | 4   | 14  | 12  | 15  | 7   | 6   | 3   | 4    | 5    | 2   | C   | 110    |
| 8    | Pierre Gasly        | Ret | 22  | 7   | 3   | 14  | 10  | 13  | 6   | 4   | 3   | 2   | 8   | 19  | Ret | Ret | 12  | 2   | 5   | 6    | 7    | 5   | C   | 110    |
| 9    | Nobuharu Matsushita | 10  | 6   | 11  | 18  | Ret | 19  | 4   | 3   | Ret | 19  | 8   | 1   | Ret | 15  | Ret | 15  | 10  | 7   | 2    | Ret  | 11  | C   | 68.5   |
| 10   | Richie Stanaway     | 15  | 11  | 10  | 19  | 7   | 1   | 23  | 15  | Ret | 13  | 21  | 13  | 18  | 13  | 4   | 4   | 7   | 1   |      |      |     |     | 60     |
| 11   | Arthur Pic          | Ret | 10  | 9   | 8   | 4   | 6   | 9   | 11  | 14  | 16  | 13  | 10  | 2   | Ret | 7   | 2   | 8   | 13  | 10   | 16   | 17  | C   | 60     |
| 12   | Jordan King         | 4   | 9   | 14  | 11  | 9   | Ret | 12  | 7   | 22† | 10  | 6   | 12  | 8   | 2   | 8   | Ret | Ret | 15  | 9    | 6    | 6   | C   | 60     |
| 13   | Artem Markelov      | 13  | 12  | 12  | 5   | Ret | 14  | 5   | DSQ | 21  | 14  | 22  | 18  | 3   | 5   | 5   | 14  | Ret | 12  | 15   | 8    | Ret | C   | 48     |
| 14   | Julián Leal         | 8   | 5   | Ret | 16  | 6   | 5   | 14  | 22  | 9   | 12  | 16  | 15  | 4   | 11  | 12  | 9   |     |     |      |      |     |     | 38     |
| 15   | Sergio Canamasas    | 14  | Ret | 13  | 15  | 3   | 4   |     |     | 15  | 24  | Ret | 16  | 12  | 9   | 11  | 6   | Ret | 17  | 12   | 17   | 12  | C   | 27     |
| 16   | Nathanaël Berthon   | 7   | 3   | 20  | 12  | 17  | 15  | Ret | 17  | Ret | 21  | 14  | 11  | 7   | 7   |     |     | 14  | 19  | 11   | Ret  | 10  | C   | 27     |
| 17   | Robert Vișoiu       | 5   | 7   | 18  | 23  | 15  | 13  | 11  | 9   | 12  | 11  | 9   | 7   | 15  | 16  | 9   | Ret | 17  | 18  |      |      |     |     | 20     |
| 18   | Norman Nato         | Ret | 16  | 8   | 7   | 18  | 21  | 20  | 13  | 18  | 23  | 11  | 6   | Ret | 20  | 6   | Ret | 12  | 9   | 24   | 10   | Ret | C   | 20     |
| 19   | Nick Yelloly        |     |     | Ret | 14  | 10  | 9   | 8   | Ret | 7   | 5   | Ret | 17  | Ret | 17  |     |     |     |     |      |      |     |     | 19     |
| 20   | André Negrão        | 9   | 8   | 23† | 21  | 21  | 17  | 16  | 21  | 20  | 15  | 20  | 21  | 20  | 14  | 14  | 18  | 15  | 11  | 17   | 20   | 9   | C   | 5      |
| 21   | Oliver Rowland      |     |     |     |     |     |     |     |     | 10  | 7   |     |     | NC  | Ret |     |     |     |     | 22   | Ret  | 15  | C   | 3      |
| 22   | René Binder         | 17  | Ret | 22  | Ret | 11  | 16  | 17  | 14  | 17  | 18  | 23  | 24  |     |     | 10  | 8   | 16  | Ret | 20   | Ret  | 14  | C   | 2      |
| 23   | Daniël de Jong      | 18  | 13  | 15  | 9   | 12  | 12  | 21  | 12  | 11  | 26† | 10  | Ret | Ret | DNS |     |     |     |     | 19   | 14   | Ret | C   | 1      |
| 24   | Dean Stoneman       |     |     |     |     |     |     |     |     |     |     |     |     |     |     |     |     | 9   | 16  | 21   | 12   | Ret | C   | 1      |
| 25   | Gustav Malja        |     |     |     |     |     |     |     |     |     |     |     |     | 10  | 18  |     |     |     |     | 16   | 13   | 16  | C   | 1      |
| 26   | Marlon Stöckinger   | 11  | 19  | Ret | 20  | 19  | 18  | 19  | 19  | 19  | 22  | 19  | 23  | 17  | 19  | Ret | 19  | Ret | Ret | 13   | 19   | 18  | C   | 0      |
| 27   | Nicholas Latifi     |     |     |     |     |     |     |     |     |     |     | 15  | 14  |     |     |     |     | 18  | 14  | 14   | 11   | Ret | C   | 0      |
| 28   | Johnny Cecotto, Jr. |     |     | 21  | Ret | 20  | Ret |     |     | 13  | 25  |     |     |     |     | 18  | 13  | 13  | 22† |      |      |     |     | 0      |
| 29   | Zoël Amberg         | 16  | 18  | 17  | 13  | 22  | Ret | DNP | DNP |     |     | DNP | DNP |     |     |     |     |     |     |      |      |     |     | 0      |
| 30   | Sean Gelael         |     |     |     |     |     |     |     |     |     |     | 18  | 20  | 20  | 21  |     |     | 19  | 20  | 23   | 15   | Ret | C   | 0      |
| 31   | Simon Trummer       |     |     |     |     |     |     | 22  | 18  |     |     |     |     |     |     | 16  | 16  |     |     |      |      |     |     | 0      |
| 32   | Jon Lancaster       |     |     |     |     |     |     |     |     | 16  | 17  |     |     |     |     |     |     |     |     |      |      |     |     | 0      |
| 33   | Marco Sørensen      | Ret | 21  | 19  | 22  | Ret | 20  | 18  | 16  |     |     |     |     |     |     |     |     |     |     |      |      |     |     | 0      |
| 34   | Patric Niederhauser |     |     |     |     |     |     |     |     |     |     |     |     |     |     | 17  | 17  |     |     |      |      |     |     | 0      |
| 35   | Jann Mardenborough  |     |     |     |     |     |     |     |     |     |     |     |     |     |     | 19  | 20  |     |     |      |      |     |     | 0      |
| —    | Meindert van Buuren |     |     |     |     |     |     |     |     |     |     |     |     |     |     | Ret | WD  |     |     |      |      |     |     | 0      |
| Pos. | Piloto              | BAR | BAR | CAT | CAT | MON | MON | RBR | RBR | SIL | SIL | HUN | HUN | SPA | SPA | MNZ | MNZ | SOC | SOC | BAR2 | BAR2 | YAS | YAS | Pontos |

| Cor         | Resultados                                      |
| ----------- | ----------------------------------------------- |
| Dourado     | Vencedor da prova                               |
| Prata       | 2° lugar                                        |
| Bronze      | 3° lugar                                        |
| Verde       | Entre 4° e 8°                                   |
| Azul-escuro | Completou a corrida (fora da zona de pontuação) |
| Roxo        | Abandonou                                       |
| Preto       | Desclassificado (DSQ)                           |
| Branco      | Não largou (DNS)                                |
| Em branco   | Não participou da corrida (DNP)                 |
| Em branco   | Não correu                                      |
| Em branco   | Corrida cancelada                               |
| Em branco   | Excluído                                        |

| '       |                   |
| Negrito | Pole position     |
| Itálico | Volta mais rápida |

| Cor         | Resultados                                      |
| ----------- | ----------------------------------------------- |
| Dourado     | Vencedor da prova                               |
| Prata       | 2° lugar                                        |
| Bronze      | 3° lugar                                        |
| Verde       | Entre 4° e 8°                                   |
| Azul-escuro | Completou a corrida (fora da zona de pontuação) |
| Roxo        | Abandonou                                       |
| Preto       | Desclassificado (DSQ)                           |
| Branco      | Não largou (DNS)                                |
| Em branco   | Não participou da corrida (DNP)                 |
| Em branco   | Não correu                                      |
| Em branco   | Corrida cancelada                               |
| Em branco   | Excluído                                        |

| '       |                   |
| Negrito | Pole position     |
| Itálico | Volta mais rápida |

Notas:
- † — Não completou a corrida, mas foi classificado por ter percorrido mais de 90% da prova.

### Campeonato de Equipes
| Pos.   | Equipe                                       | No. | BAR | BAR | CAT | CAT | MON | MON | RBR | RBR | SIL | SIL | HUN | HUN | SPA | SPA | MNZ | MNZ | SOC | SOC | BAR2 | BAR2 | YAS | YAS | Pontos |
| ------ | -------------------------------------------- | --- | --- | --- | --- | --- | --- | --- | --- | --- | --- | --- | --- | --- | --- | --- | --- | --- | --- | --- | ---- | ---- | --- | --- | ------ |
| 1      | ART Grand Prix                               | 5   | 1   | 2   | 1   | 2   | 1   | 8   | 1   | 2   | 3   | 9   | 5   | 2   | 1   | 4   | 2   | 3   | 3   | 4   | 1    | 2    | 1   | C   | 410    |
| 1      | ART Grand Prix                               | 6   | 10  | 6   | 11  | 18  | Ret | 19  | 4   | 3   | Ret | 19  | 8   | 1   | Ret | 15  | Ret | 15  | 10  | 7   | 2    | Ret  | 11  | C   | 410    |
| 2      | Racing Engineering                           | 7   | 4   | 9   | 14  | 11  | 9   | Ret | 12  | 7   | 22† | 10  | 6   | 12  | 8   | 2   | 8   | Ret | Ret | 15  | 9    | 6    | 6   | C   | 241.5  |
| 2      | Racing Engineering                           | 8   | 3   | 4   | 3   | 4   | 2   | 7   | 6   | 8   | 2   | 4   | 12  | 19  | 6   | 1   | 1   | Ret | 1   | 6   | 18   | 9    | 4   | C   | 241.5  |
| 3      | DAMS                                         | 1   | Ret | 22  | 7   | 3   | 14  | 10  | 13  | 6   | 4   | 3   | 2   | 8   | 19  | Ret | Ret | 12  | 2   | 5   | 6    | 7    | 5   | C   | 220    |
| 3      | DAMS                                         | 2   | 19  | 15  | 5   | 1   | 13  | 11  | 3   | 20  | 5   | 6   | 1   | 9   | 11  | 8   | Ret | 10  | Ret | 10  | 8    | 3    | 8   | C   | 220    |
| 4      | Campos Racing                                | 14  | Ret | 10  | 9   | 8   | 4   | 6   | 9   | 11  | 14  | 16  | 13  | 10  | 2   | Ret | 7   | 2   | 8   | 13  | 10   | 16   | 17  | C   | 198    |
| 4      | Campos Racing                                | 15  | 2   | 1   | 4   | 6   | 16  | Ret | 7   | 1   | 8   | 1   | 4   | 5   | 13  | 10  | 13  | 11  | 5   | 2   | 7    | 18   | 7   | C   | 198    |
| 5      | Russian Time                                 | 9   | 6   | 17  | 2   | DNS | Ret | DNS | 10  | 5   | Ret | 20  | 17  | 22  | 5   | 3   | 3   | 1   | 11  | 8   | 3    | 1    | 3   | C   | 183    |
| 5      | Russian Time                                 | 10  | 13  | 12  | 12  | 5   | Ret | 14  | 5   | DSQ | 21  | 14  | 22  | 18  | 3   | 5   | 5   | 14  | Ret | 12  | 15   | 8    | Ret | C   | 183    |
| 6      | Rapax                                        | 18  | 12  | 14  | 16  | 10  | 5   | 3   | 2   | 4   | 1   | 8   | 3   | 3   | 9   | 6   | Ret | 5   | 4   | 21  | 5    | 4    | 14  | C   | 159    |
| 6      | Rapax                                        | 19  | 5   | 7   | 18  | 23  | 15  | 13  | 11  | 9   | 12  | 11  | 9   | 7   | 15  | 16  | 9   | Ret | 17  | 18  | 16   | 13   | 16  | C   | 159    |
| 7      | Trident                                      | 11  | Ret | 20  | 6   | 17  | 8   | 2   | 15  | 10  | 6   | 2   | 7   | 4   | 14  | 12  | 15  | 7   | 6   | 3   | 4    | 5    | 2   | C   | 111    |
| 7      | Trident                                      | 12  | 17  | Ret | 22  | Ret | 11  | 16  | 17  | 14  | 17  | 18  | 23  | 24  | 10  | 18  | 18  | 13  | 13  | 22† | 19   | 14   | Ret | C   | 111    |
| 8      | Status Grand Prix                            | 22  | 11  | 19  | Ret | 20  | 19  | 18  | 19  | 19  | 19  | 22  | 19  | 23  | 17  | 19  | Ret | 19  | Ret | Ret | 13   | 19   | 18  | C   | 60     |
| 8      | Status Grand Prix                            | 23  | 15  | 11  | 10  | 19  | 7   | 1   | 23  | 15  | Ret | 13  | 21  | 13  | 18  | 13  | 4   | 4   | 7   | 1   | 22   | Ret  | 16  | C   | 60     |
| 9      | Carlin                                       | 3   | 8   | 5   | Ret | 16  | 6   | 5   | 14  | 22  | 9   | 12  | 16  | 15  | 4   | 11  | 12  | 9   | 9   | 16  | 21   | 12   | Ret | C   | 39     |
| 9      | Carlin                                       | 4   | Ret | 21  | 19  | 22  | Ret | 20  | 18  | 16  | 13  | 25  | 18  | 20  | 20  | 21  | 19  | 20  | 19  | 20  | 23   | 15   | Ret | C   | 39     |
| 10     | \| \| Lazarus \| \| Daiko Team Lazarus \| \| | 26  | 7   | 3   | 20  | 12  | 17  | 15  | Ret | 17  | Ret | 21  | 14  | 11  | 7   | 7   | 17  | 17  | 14  | 19  | 11   | Ret  | 10  | C   | 31     |
| 10     | \| \| Lazarus \| \| Daiko Team Lazarus \| \| | 27  | 16  | 18  | 17  | 13  | 22  | Ret | DNP | DNP | 15  | 24  | DNP | DNP | 12  | 9   | 11  | 6   | Ret | 17  | 12   | 17   | 12  | C   | 31     |
| 11     | MP Motorsport                                | 16  | 14  | Ret | 13  | 15  | 3   | 4   |     |     | 10  | 7   | 15  | 14  | NC  | Ret | Ret | WD  | 18  | 14  | 14   | 11   | Ret | C   | 29     |
| 11     | MP Motorsport                                | 17  | 18  | 13  | 15  | 9   | 12  | 12  | 21  | 12  | 11  | 26† | 10  | Ret | Ret | DNS | 10  | 8   | 16  | Ret | 20   | Ret  | 14  | C   | 29     |
| 12     | Arden International                          | 20  | 9   | 8   | 23† | 21  | 21  | 17  | 16  | 21  | 20  | 15  | 20  | 21  | 16  | 14  | 14  | 18  | 15  | 11  | 17   | 20   | 9   | C   | 25     |
| 12     | Arden International                          | 21  | Ret | 16  | 8   | 7   | 18  | Ret | 20  | 13  | 18  | 23  | 11  | 6   | Ret | 20  | 6   | Ret | 12  | 9   | 24   | 10   | Ret | C   | 25     |
| 13     | Hilmer Motorsport                            | 24  |     |     | Ret | 14  | 10  | 9   | 8   | Ret | 7   | 5   | Ret | 17  | Ret | 17  | 16  | 16  |     |     |      |      |     |     | 19     |
| 13     | Hilmer Motorsport                            | 25  |     |     | 21  | Ret | 20  | Ret | 22  | 18  | 16  | 17  | Ret | 16  |     |     |     |     |     |     |      |      |     |     | 19     |
| Pos.   | Equipe                                       | No. | BAR | BAR | CAT | CAT | MON | MON | RBR | RBR | SIL | SIL | HUN | HUN | SPA | SPA | MNZ | MNZ | SOC | SOC | BAR2 | BAR2 | YAS | YAS | Pontos |
| Itália | Lazarus                                      |     |     |     |     |     |     |     |     |     |     |     |     |     |     |     |     |     |     |     |      |      |     |     |        |
| Itália | Daiko Team Lazarus                           |     |     |     |     |     |     |     |     |     |     |     |     |     |     |     |     |     |     |     |      |      |     |     |        |

| Itália | Lazarus            |
| Itália | Daiko Team Lazarus |

| Cor         | Resultados                                      |
| ----------- | ----------------------------------------------- |
| Dourado     | Vencedor da prova                               |
| Prata       | 2° lugar                                        |
| Bronze      | 3° lugar                                        |
| Verde       | Entre 4° e 8°                                   |
| Azul-escuro | Completou a corrida (fora da zona de pontuação) |
| Roxo        | Abandonou                                       |
| Preto       | Desclassificado (DSQ)                           |
| Branco      | Não largou (DNS)                                |
| Em branco   | Não participou da corrida (DNP)                 |
| Em branco   | Não correu                                      |
| Em branco   | Corrida cancelada                               |
| Em branco   | Excluído                                        |

| '       |                   |
| Negrito | Pole position     |
| Itálico | Volta mais rápida |

| Cor         | Resultados                                      |
| ----------- | ----------------------------------------------- |
| Dourado     | Vencedor da prova                               |
| Prata       | 2° lugar                                        |
| Bronze      | 3° lugar                                        |
| Verde       | Entre 4° e 8°                                   |
| Azul-escuro | Completou a corrida (fora da zona de pontuação) |
| Roxo        | Abandonou                                       |
| Preto       | Desclassificado (DSQ)                           |
| Branco      | Não largou (DNS)                                |
| Em branco   | Não participou da corrida (DNP)                 |
| Em branco   | Não correu                                      |
| Em branco   | Corrida cancelada                               |
| Em branco   | Excluído                                        |

| '       |                   |
| Negrito | Pole position     |
| Itálico | Volta mais rápida |

Notas:
- † — Não completou a corrida, mas foi classificado por ter percorrido mais de 90% da prova.